# 佐々木麻衣 (タレント)
佐々木 麻衣（ささき まい、1988年10月20日 – ）は、日本の元タレント、元グラビアアイドル。しろたん

## 経歴
- 徳島県三好郡東みよし町出身[2]。東みよし町立三好中学校、徳島県立池田高等学校出身[3]。
- 2007年に高校を卒業した後、京都で3年間OL生活を送った。
- 2009年、大阪で現在の事務所[いつ?]のマネージャーにスカウトされた。
- 2010年5月、『週刊ヤングマガジン』でグラビアデビュー。2010年度コスパイメージガール、TELEBOATCUP CANPAIGN テレガール2期生に選ばれる。
- 2011年、ZAK THE QUEEN 2011年度グランプリに選ばれる。
- 2012年、三洋物産イメージガール・5代目ミスマリンちゃんに選出される[1]。
- 2016年1月24日、東みよし町親善大使に就任[2]。
- 2018年2月1日に自身のブログで、同年3月末をもって芸能界から引退することを発表[4]。
- 2018年3月31日、芸能界を引退。

## 人物
特技は球技全般で、小学校ではバレーボール部、中学校ではテニス部の部長をそれぞれ務めた。高校では吹奏楽部に所属し、トロンボーンを担当した。

## 出演

### テレビ番組
- あらびき団（TBS、2010年12月22日）
- 家電's Walker（BS11、2011年2月25日）
- 方言彼女。2（東名阪ネット6共同制作、2011年4月4日 - ） - レギュラー
- ゴジカル!（四国放送、2011年6月16日）
- 『ぷっ』すま（テレビ朝日、2011年8月23日）
- ハシゴマン（TOKYO MX、2012年5月10日） - 板橋編ハシゴガール（ゲスト）。渡部建（アンジャッシュ）、光浦靖子（オアシズ）と共演。

### テレビドラマ
- 闇金ウシジマくん Season2（毎日放送、2014年1月 - 3月） - ジュリア 役
- 闇金ウシジマくん Season3（毎日放送、2016年7月 - 9月） - ジュリア 役

### 舞台
- アリスインプロジェクト×企画演劇集団ボクラ団義 ハイスクールミレニアム（2011年12月13日 - 18日、池袋シアターKASSAI） - 月岡民美 役（ダブルキャスト、月組）
- オンナ、ひと憂。（2013年9月12日 - 16日、中野ザ・ポケット）

## 作品

### DVD
- FIRST TOUCH（彩文館出版、2011年1月28日）
- はじらいラフランス（イーネット・フロンティア、2012年4月20日）
- 恋してラフランス（ギルド、2012年8月20日）
- もぎたてラ・フランス（竹書房、2013年9月27日）
- 愛してラフランス（ギルド、2014年2月20日）
- 教えてラフランス（ギルド、2014年9月18日）
- 隣のラフランス（ギルド、2015年5月21日）
- 誘惑ラ・フランス（竹書房、2015年11月20日）

### WEB
- IAM☆MAI（Ustream、2011年2月9日 - ）